# EFF DES破解机

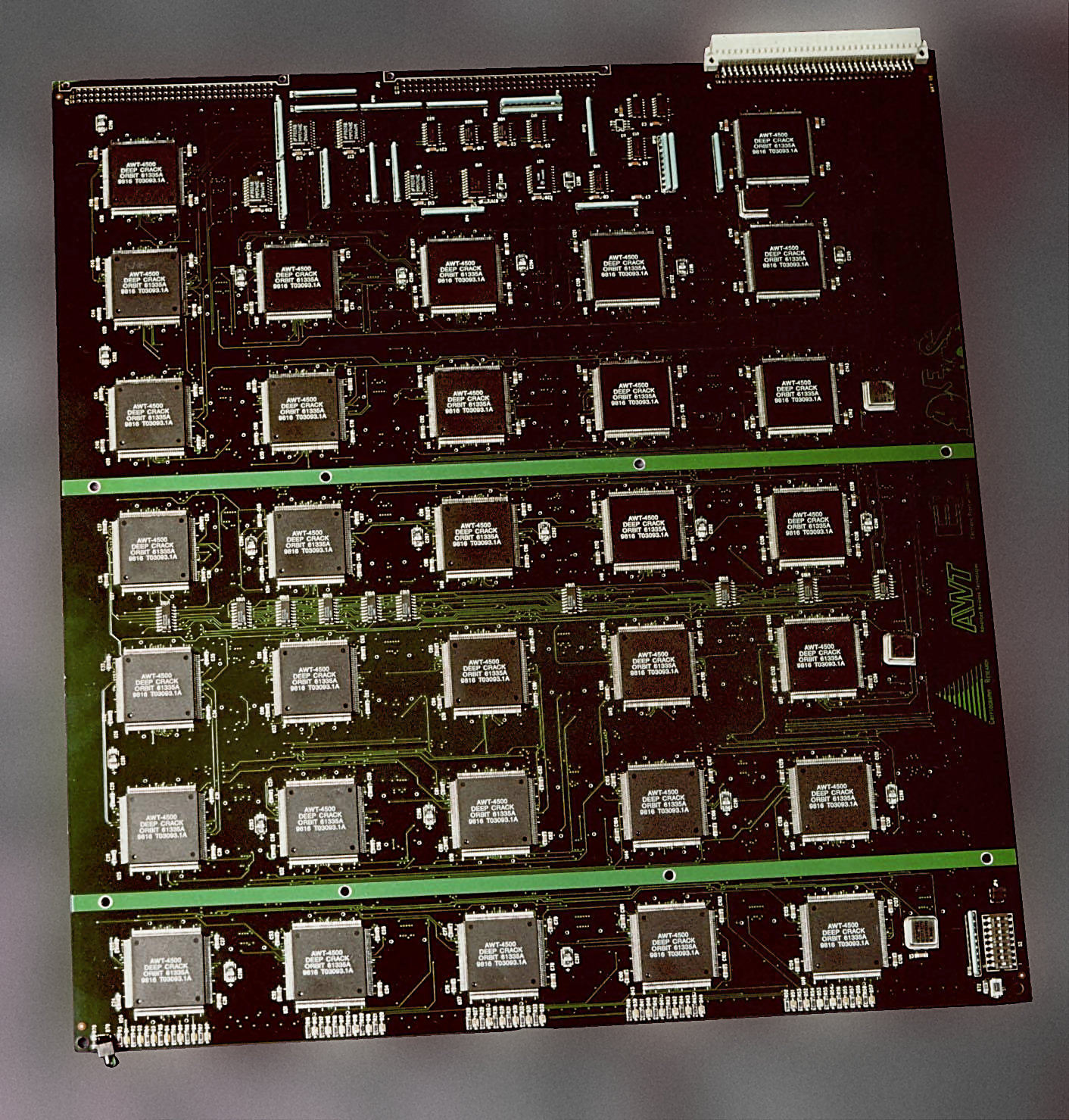
电子前哨基金会这台价值250,000美元的DES破解机包含1,856个特别定制的专用集成电路，能在短短几天之内暴力破解DES的密钥。图中展示了机器的双面电路板，安装了64个“深译”芯片

EFF DES破解机（英語：EFF DES cracker）是电子前哨基金会（EFF）在1998年建造的机器，用于暴力破解美国政府的数据加密标准，即DES加密算法，昵称“深译”（英語：Deep Crack）。这台机器能够对DES密钥空间中所有的密钥逐一进行尝试，从而将密文破解，其目的在于证明DES的密钥长度不足，不能保证安全。
本机器的相关技术资料，包括原理图、电路图、芯片VHDL源代码、模拟器源代码，均被电子前哨基金会公开发表在《破解DES》一书中，并使用了公有领域许可协议，允许任何人复制、使用与修改。为了避开美国政府的出口管制，源代码是以书本形式而不是电子形式发布的。书中的源代码含有机器可读的元数据，方便读者使用OCR将源代码录入计算机。

## 背景

### 密钥长度争议
DES是最早的计算机加密算法之一，它在政府、金融、网络等许多领域都得到了广泛应用。并且，该加密算法是美国联邦政府的一项标准，美国政府鼓励使用DES加密除了国家机密之外的任何敏感信息。
DES加密算法的密钥长度为56位，这意味着加密时存在256个密钥可供选择，即7.2万万亿（72,057,594,037,927,936）种可能性。但是，DES依然长期面临“密钥长度过短、安全性不足”的批评。
早在1975年算法公开之初，著名的斯坦福大学密码学家马丁·赫尔曼与惠特菲尔德·迪菲就批评DES算法易被暴力破解，因此不安全，惟有将密钥长度提升到至少128位才能保证安全。二人还构想了一台可在一天内测试所有密钥的机器，需要的成本为2000万美元，并指出这对于美国国家安全局（NSA）等情报机构而言并非是一笔很大的开销，并认为成本在10年后还会进一步下降到20万美元。
在随后的20年间，芯片的价格确实不断下降、性能不断提升，使电子前哨基金会这样的小型非营利组织也具有了破解DES的能力。

### 对密码学的管制
在20世纪，以NSA为首的美国政府以及盟友为了维护自身的利益，对密码学进行严格管制，限制密码学的传播并降低现有系统的安全性，甚至加入后门。例如，一位在1980年代曾参与过GSM研发的专家表示，为保护手机通话不被窃听，原计划采用128位加密进行保护。但随后遭到英国政府方面的施压，使最终的A5/1加密算法被迫削弱为54位，团队中的许多专家对此十分愤怒。时至90年代末，随着互联网与电子商务的兴起，使用密码学保护公民隐私与商业信息的诉求，与美国政府管制政策之间的矛盾逐渐升温。媒体与公众将这段历史时期统称为密码战争。
直到1998年DES已被两次破解后，美国联邦调查局局长路易斯·弗里依然坚持对密码学的严格管制，始終不承认DES並不安全：
|                                         | 如果我们将几千台计算机连接起来并合作数月，正如最近演示的一样，我们也许能够破解一条消息。对于绑架案而言，这并没有任何改变。对于国家安全而言，同样并没有任何改变——我们依然没有技术或者暴力破解能力来得到这信息。 |
| ——美国联邦调查局局长路易斯·弗里在国会上 | |

## DES挑战赛
由于上述原因，RSA安全公司希望以实际行动向公众展示DES的密钥长度过短，时下已不能保证安全性，因此在1997年举办了首届DES挑战赛，成功者可获得一万美元的奖金。第一届大赛被来自科罗拉多州洛夫兰的洛克·沃瑟所带领的团队破解成功，耗时96天。接着，RSA安全公司随后举办了第二届挑战赛，其中的初赛由互联网最早的分布式计算平台distributed.net的22,000名志愿者们挑战成功。他们使用自己的个人电脑参与计算，共历时39天，于1998年2月成功破解密文，解密后得到「机密信息为：人多好辦事」（The secret message is: Many hands make light work）的文本。

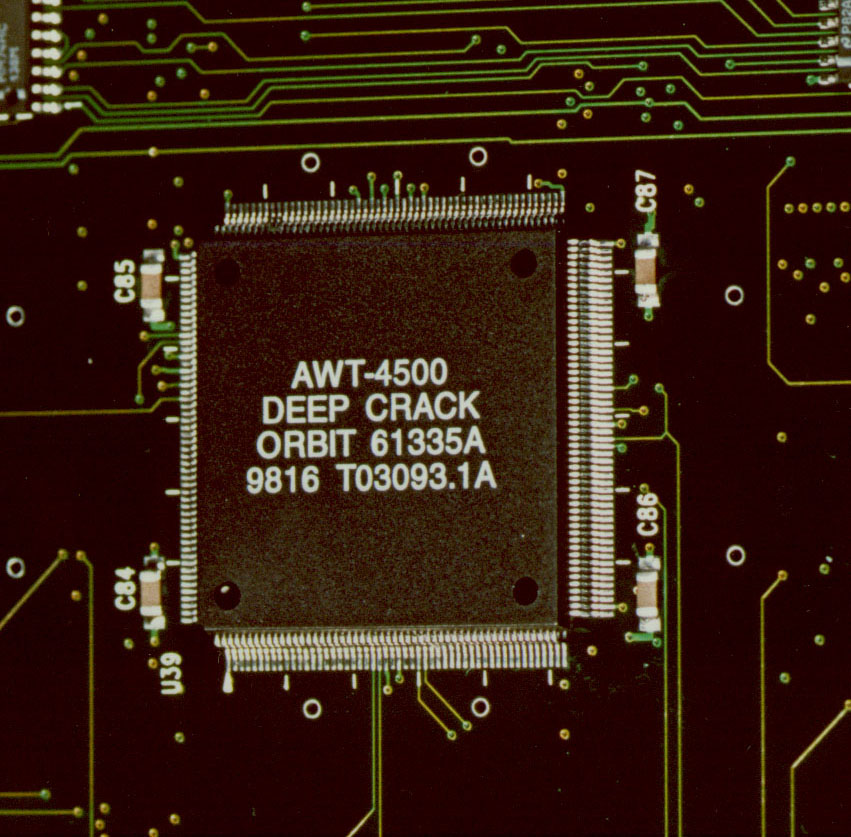
电子前哨基金会“深译”使用的定制微芯片

即使在DES已被两次破解以后，联邦调查局局长路易斯·弗里依然以“破译时间过长，没有意义”为理由，拒绝承认DES已不安全。因此，RSA再次发起了第二次挑战赛的复赛。1998年，电子前哨基金会建造了“深译”（名字来自IBM的“深蓝”国际象棋电脑），总共花费不超过250,000美元。为了响应第二届DES挑战赛的号召，“深译”加入了1998年7月15日举行的复赛，仅用56小时成功破解了DES加密的消息，获得了10,000美元奖金。破译后得到「机密信息为：是时候让128位，192位与256位密钥登场了」（The secret message is: It's time for those 128-, 192-, and 256-bit keys）的文本。此次暴力破解攻击展现了破解DES是非常可行的计划，多数政府和大型企业完全有能力建造一台类似“深译”的机器。
六个月之后，电子前哨基金会响应了RSA安全公司举办的第三届挑战赛，并与distributed.net团队合作破译了另一则DES加密的消息，再次获得了10,000美元。这次的整个破译过程不到一天，仅用22小时15分，于1999年1月19日完成破解。
同年10月，美国政府宣布DES标准不会被废除，但推荐使用其增强版三重DES替代。然而，这需要将DES反复运行三次，使计算速度更加缓慢。而且与直觉相反，由于中途相遇攻击的存在，三重DES的安全性仅仅是原密钥长度的两倍（2112），并非三倍（2168）。可见三重DES的安全性只有112位，离密码学界所推荐的128位仍有一定差距，而且还需要高昂的计算成本，将其应用于互联网时不能令人满意。
2002年5月26日，高级加密标准（即AES）正式取代了DES数据加密标准成为了新的联邦政府标准。不同于DES，AES不仅将密钥长度提升至128位与256位，还大幅提升了计算速度，并广泛应用于今日的互联网。

## 技术
“深译”由密码学研究公司、先进无线科技公司（Advanced Wireless Technologies）与电子前哨基金会联合设计，总设计师是密码学研究公司的主席保罗·科奇。先进无线科技公司制造了1856片定制芯片（代号“深译”，型号AWT-4500），分别组装在29块电路板上，每块电路板64片。这些电路板再被分别放入6个模块，然后安装在一台改裝過的Sun-4/470工作站的机箱中。为了协助密钥的搜寻工作，另外还使用了一台运行Linux操作系统的个人电脑负责控制机器。整台机器每秒钟能尝试900亿个密钥，共需要9天时间对所有可能的密钥进行完整的搜索，但实际使用时，破解出正确的密钥往往只需要花费一半的时间。
本机器的相关技术资料，包括原理图、电路图、芯片VHDL源代码、模拟器源代码，均被电子前哨基金会公开发表在《破解DES》一书中，并使用了公有领域许可协议，允许任何人复制、使用与修改。为了避开美国政府的出口管制，源代码是以书本而不是电子形式发布的。书中的源代码含有机器可读的元数据，方便读者使用OCR将源代码录入计算机。
2006年，又一台定制硬件攻击DES加密的机器问世，名为COPACOBANA（为英語：的缩写，意为「低成本并行密码破译机」）。該機器得益于集成电路技术的进步，采用FPGA的设计，进一步降低了破解DES的成本。2012年7月，安全研究人员大卫·赫尔顿（David Hulton）与莫克西·马林斯佩克（Moxie Marlinspike）公布了一个通过暴力破解DES加密从而破解MS-CHAPv2协议的云计算工具，这让普通大众能够在24小时之内利用一对已知的明文和密文破解DES密钥。